# Фламандская литература
Флама́ндская литерату́ра — нидерландоязычная литература в Бельгии. Ранее — литература, созданная на территории Фландрии, исторического региона, расположенного на территории современных Бельгии, Франции и Нидерландов. До начала XIX-го в. эта литература рассматривалась как составная часть нидерландской литературы. Когда Бельгия обрела в 1830 году независимость от Нидерландов, термин «фламандская литература» обрёл значение «нидерландоязычная литература, созданная в Бельгии».

## Ранний период
Фламандская литература Средневековья и XVI века трудно отделима от нидерландской в узком смысле слова, раздельное рассмотрение их практически невозможно. В XVII и XVIII веках в период испанского и австрийского господства также нельзя говорить о фламандской литературе как об отдельном явлении.

## Средневековая фламандская литература
Нидерландский язык на ранних этапах своего развития был близок к некоторым немецким диалектам, некоторые авторы, как например поэт 12-го в. Генрих фон Фельдеке, являются частью истории как нидерландской, так и немецкой литературы.
Поэзия доминировала в ранней фламандской литературе. В Нижних Землях, как и в остальной Европе, куртуазный роман и поэзия были популярными жанрами на протяжении Средневековья. Эпические рыцарские романы, где главными героями выступали король Артур или Карл Великий, были также распространены (яркий пример — роман «Карл и Элегаст»).
Первый известный по имени автор, писавший по-нидерландски, — Генрих фон Фельдеке, старший современник Вальтера фон дер Фогельвейде. Фон Фельдеке писал придворную любовную поэзию, житие св. Серватия Маастрихтского, эпическое переложение Энеиды на лимбургском диалекте.
Многие из эпических произведений были только копиями или дополнениями немецких или французских произведений, однако есть примеры оригинального творчества — «Карл и Элегаст», кроме того, некоторые произведения переводились с нидерландского на другие — моралите Elckerlijc стало основой для английской пьесы Everyman.

## XIX век
В XIX веке литература Фландрии раскололась на два течения: представители одного писали на французском, второго — писали по-нидерландски. Работы представителей первого течения можно назвать типично бельгийской литературой, так как появление такой литературы не было бы возможно в одноязычной стране. Самое известное произведение данной группы — «Легенда о Тиле Уленшпигеле и Ламме Гудзаке», написанная фламандцем Шарлем де Костером.
Непосредственным результатом бельгийской революции была негативная реакция на всё, что ассоциировалось с Нидерландами, и выбор в пользу французского языка, как языка свободы и независимости. Временное правительство в 1830 году запретило официальное использование нидерландского языка, который был низведён до статуса патуа. За несколько лет до этого Ян Франс Виллемс (1793—1846) защищал позиции нидерландского языка и делал всё возможное, чтобы не допустить разделения Нидерландов и Бельгии. Будучи архивариусом в Антверпене, он использовал написание истории фламандской литературы как одну из таких возможностей. После революции его нидерландские симпатии заставили его жить в уединении, но в 1835 году он поселился в Генте и посвятил себя пропаганде нидерландского языка и культуры.